# Pristiterebra milelinae
Pristiterebra milelinae là một loài ốc biển, là động vật thân mềm chân bụng sống ở biển trong họ Terebridae, họ ốc dài.